# Pyrgonota fenestrata
Pyrgonota fenestrata är en insektsart som beskrevs av Ernst Evald Bergroth. Pyrgonota fenestrata ingår i släktet Pyrgonota och familjen hornstritar. Inga underarter finns listade i Catalogue of Life.